# Brzeg Dolny
Brzeg Dolny (udtale: [ˈbʐɛɡ ˈdɔlnɨ]; tysk: Dyhernfurth) er en by i den nordøstlige centrale del af Voivodskabet Nedre Schlesien i det sydvestlige Polen. Byen har 12.765(2021) indbyggere og et areal på 17,20 km². Den er en del af powiatet (amt) Wołów. Den ligger 31 km nordvest for Wrocław ved Oder-floden og er hjemsted for et stort kemisk anlæg, PCC Rokita SA.

## Historie
De ældste slaviske bosættelser i det nuværende Brzeg Dolny dateres tilbage til den tidlige middelalder. I det 10. århundrede blev området en del af den nye polske stat under dens første hersker Mieszko 1. af Polen. Brzeg Dolny blev første gang nævnt under det gamle polske navn Brzege i et skøde fra 1353 som en del af Hertugdømmet Wrocław, derefter inden for Bøhmisk(tjekkisk) Kronland. Warzyń-området er ældre, nævnt som en landsby i et dokument fra 1261 af hertug Henrik 3. den Hvide, da regionen stadig var en del af middelalderlige Piast-regerede Kongeriget Polen. Der var en færge, der krydsede Oder-floden i Brzeg Dolny.
I 1660 blev det købt af den østrigske kansler baron George Abraham von Dyhrn (1620–1671) af Dyhrn-familien. I 1663 blev det officielt omdøbt fra sit polske navn til Dyhernfurth, efter Dyhrn-familien, og blev givet stadsret af kejser Leopold 1. af Habsburg. Baronen gjorde en indsats for at udvide den nye by, åbnede en katolsk skole for drenge og byggede et kapel under St. Hedwigs protektion. I 1668 blev der bygget et trærør til at hente vand direkte fra floden ind til byen.
Efter den første Schlesiske Krig, blev hertugdømmet i 1742 en del af Preussen og forblev i preussisk-tysk besiddelse indtil 1945.